# Monika Pietsch
Monika Pietsch (* 23. September 1943) ist eine deutsche Schauspielerin und Hörspielsprecherin.

## Leben
Monika Pietsch wuchs in der DDR auf, wo sie nach ihrem Schulabschluss ihre professionelle Schauspielausbildung absolvierte.
Sie wirkte ab 1973 als Schauspielerin vor der Kamera in mehreren DEFA-Filmen und in einigen Fernsehserien des Deutschen Fernsehfunks mit. Einem Millionenpublikum bekannt wurde sie allerdings erst nach der Wende in den 1990er-Jahren als Lore Ehrlicher in der Reihe Tatort bei dem zunächst in Dresden agierenden Ermittlerteam Ehrlicher und Kain. Dort verkörperte sie von 1992 bis 1996 die Ehefrau des von Peter Sodann dargestellten Hauptkommissar Bruno Ehrlicher. Sie wirkte bis zum Jahr 2008 in unregelmäßigen Abständen in Film- und Fernsehproduktionen mit.
Pietsch wirkte in mehreren Theaterstücken als Bühnendarstellerin mit, wie beispielsweise in Hamlet. Sie war unter anderem als festes Ensemblemitglied einige Jahre lang am neuen theater Halle engagiert.

## Filmografie (Auswahl)
- 1973: Die Elixiere des Teufels
- 1978: Geschichten aus dem Wiener Wald
- 1979: Ihr Kinderlein kommet
- 1988: Die Schauspielerin
- 1988: Tiere machen Leute (Fernsehserie, 1 Folge)
- 1989: Von Fall zu Fall (Fernsehserie, 3 Folgen)
- 1989: Die gläserne Fackel (TV-Mehrteiler)
- 1992: Wunderjahre
- 1992: Tatort: Ein Fall für Ehrlicher (TV-Reihe)
- 1992: Tatort: Tod aus der Vergangenheit (TV-Reihe)
- 1994: Tatort: Laura mein Engel (TV-Reihe)
- 1995: Tatort: Falsches Alibi (TV-Reihe)
- 1995: Tatort: Bomben für Ehrlicher (TV-Reihe)
- 1996: Tatort: Wer nicht schweigt, muß sterben (TV-Reihe)
- 1996: Tatort: Bei Auftritt Mord (TV-Reihe)
- 1996: Tatort: Die Reise in den Tod (TV-Reihe)
- 2000: Die Stille nach dem Schuss
- 2000–2001: In aller Freundschaft (Fernsehserie, verschiedene Rollen, 2 Folgen)
- 2003: Milchwald
- 2008: Tierärztin Dr. Mertens (Fernsehserie, 1 Folge)

## Hörspiele (Auswahl)
- 1987: Harry Kampling: Der Mann aus der Siedlung (Helga Renneberg) – Regie: Walter Niklaus (Hörspielbearbeitung – Rundfunk der DDR)
- 1987: Gabriele Bigott: Tatbestand. Eine Sendereihe in Zusammenarbeit mit dem Generalstaatsanwalt der DDR: Folge 36: Als wäre nichts gewesen (Schwester Julia) – Regie: Walter Niklaus (Original-Hörspiel – Rundfunk der DDR)
- 1987: Barbara Neuhaus: Der Kunstfehler (Anja Christ) – Regie: Klaus Zippel (Originalhörspiel, Kriminalhörspiel, Kurzhörspiel – Rundfunk der DDR)
- 1988: Barbara Neuhaus: Der Tod der Richterin (Laura Melano) – Regie: Walter Niklaus (Originalhörspiel, Kriminalhörspiel, Kurzhörspiel – Rundfunk der DDR)
- 1989: Eino Koivistoinen: Ich besiege alle (Mutter)- Regie: Günter Bormann (Hörspielbearbeitung – Rundfunk der DDR)
- 1989: Hans-Werner Honert: Ich bin der Weihnachtsmann (Ina) – Regie: Walter Niklaus (Originalhörspiel – Rundfunk der DDR)
- 1990: Hannelore Steiner: Sternstunden (Lorenz) – Regie: Klaus Zippel (Originalhörspiel, Kriminalhörspiel, Kurzhörspiel – Rundfunk der DDR)
- 1990: Gerhard Stuchlik: Der Maistein (3 Teile) (Anna Wünsche) – Regie und Erzähler: Walter Niklaus (Hörspielbearbeitung – Rundfunk der DDR)
- 1990: Mark Herzberg: Urlaubsfahrt (Frau Peitsch) – Regie: Günter Bormann (Originalhörspiel, Kriminalhörspiel, Kurzhörspiel – Rundfunk der DDR)
- 1990: Friedel Hohnbaum-Hornschuch: Ansichtskarten aus Köln (Gitta) – Regie: Walter Niklaus (Originalhörspiel, Kriminalhörspiel, Kurzhörspiel – Rundfunk der DDR)
- 1990: Veronika Pfeiffer: Totensonntag (Hanna) – Regie: Walter Niklaus (Originalhörspiel – Rundfunk der DDR)
- 1991: Kurt Drawert: Nirgendwo tot sein, Emma, Fragment (Stimmer F1, F4, weiblich) – Regie: Walter Niklaus (Originalhörspiel – Einrichtung nach Art. 36 Einigungsvertrag | Sachsen Radio)
- 1991: Hans Häußler: Sinkende Fackel (Schwester Sybille) – Regie: Klaus Zippel (Originalhörspiel – Einrichtung nach Art. 36 Einigungsvertrag | Sachsen Radio)
- 1992: Jochen Hauser: Gespräche mit Sündern (2. Frau) – Regie: Walter Niklaus (Kriminalhörspiel – MDR)
- 1993: Franz Zauleck: Tannenbaum (Heimleiterin) – Regie: Raoul Wolfgang Schnell (Hörspielbearbeitung, Kinderhörspiel – MDR)
- 1999: Erich Loest: Gute Genossen (Kaderfrau) – Regie: Peter Groeger (Hörspielbearbeitung – MDR)
- 1999: Hanns-Peter Karr, Walter Wehner: Graceland (Renate) – Regie: Iiris Arnold (Originalhörspiel, Kriminalhörspiel – MDR)
- 2000: Donna Woolfolk Cross: Die Päpstin (2, 3 und 5-teilige Fassung) (Gudrun) – Regie: Walter Niklaus (Hörspielbearbeitung – MDR)
- 2001: Albert Wendt: Marta-Maria auf dem Spiegelschrank (Zeitungsfrau) – Regie: Götz Fritsch (Originalhörspiel, Kinderhörspiel – MDR/WDR)
- 2001: Albert Wendt: Marta-Maria auf dem Müllsack (Zeitungsfrau) – Regie: Götz Fritsch (Originalhörspiel, Kinderhörspiel – MDR/WDR)
- 2001: Józef Ignacy Kraszewski: Gräfin Cosel (5. Teil: Gefangenschaft und Ende) – Bearbeitung und Regie: Walter Niklaus (Hörspielbearbeitung – MDR/Walter Niklaus)
- 2001: Gerhard Rentzsch: Augenblickchen VI. Szenen aus deutschen Landen (Passantin) – Regie: Karlheinz Liefers (Originalhörspiel – MDR)
- 2006: Pauline Clarke: DIE ZEIT – Kinderedition: Die zwölf vom Dachboden (Museumsaufsicht) – Regie: Bernhard Jugel (Hörspielbearbeitung, Kinderhörspiel – MDR)
- 2008: Volkmar Röhrig: Radio-Tatort: Schöne Aussicht (Verkäuferin) – Regie: Götz Fritsch (Originalhörspiel, Kriminalhörspiel – MDR)
- 2009: Erich Loest: Ratzel speist im 'Falco'. Revolutionshörspiel (Straßenbahnfahrerin) – Regie: Wolfgang Rindfleisch (Hörspielbearbeitung – MDR)

Quelle: ARD-Hörspieldatenbank